# Thelepus mcintoshi
Thelepus mcintoshi är en ringmaskart som beskrevs av Grube 1877. Thelepus mcintoshi ingår i släktet Thelepus och familjen Terebellidae. Inga underarter finns listade i Catalogue of Life.